# العلاقات الآيسلندية المالطية
العلاقات الآيسلندية المالطية هي العلاقات الثنائية التي تجمع بين آيسلندا ومالطا.

## مقارنة بين البلدين
هذه مقارنة عامة ومرجعية للدولتين:
| وجه المقارنة                                              | آيسلندا          | مالطا                                                     |
| --------------------------------------------------------- | ---------------- | --------------------------------------------------------- |
| المساحة (كم2)                                             | 103.00 ألف       | 316                                                       |
| عدد السكان (نسمة)                                         | 317.35 ألف       | 465.29 ألف                                                |
| الكثافة السكانية (ن./كم²)                                 | 3.08             | 147.24 ألف                                                |
| العاصمة                                                   | ريكيافيك         | فاليتا                                                    |
| اللغة الرسمية                                             | اللغة الآيسلندية | اللغة المالطية، لغة إنجليزية                              |
| العملة                                                    | كرونة آيسلندية   | يورو، ليرة مالطية                                         |
| الناتج المحلي الإجمالي (بليون دولار)                      | 23.91 مليار      | 12.54 مليار                                               |
| الناتج المحلي الإجمالي (تعادل القوة الشرائية) بليون دولار | 15.79 مليار      | 14.68 مليار                                               |
| الناتج المحلي الإجمالي الاسمي للفرد دولار أمريكي          | 50.17 ألف        | 22.60 ألف                                                 |
| الناتج المحلي الإجمالي للفرد دولار أمريكي                 | 46.55 ألف        |                                                           |
| مؤشر التنمية البشرية                                      | 0.899            | 0.839                                                     |
| رمز المكالمات الدولي                                      | +354             | +356                                                      |
| رمز الإنترنت                                              | .is              | .mt                                                       |
| المنطقة الزمنية                                           | 00، أوروبا/لندن ‏ | توقيت وسط أوروبا، ت ع م+01:00، ت ع م+02:00، أوروبا/مالطا ‏ |

## منظمات دولية مشتركة
يشترك البلدان في عضوية مجموعة من المنظمات الدولية، منها:
| علم المنظمة | اسم المنظمة                               | تاريخ انضمام آيسلندا | تاريخ انضمام مالطا |
| ----------- | ----------------------------------------- | -------------------- | ------------------ |
|             | وكالة ضمان الاستثمار متعدد الأطراف        | 25 سبتمبر 1998       | 12 سبتمبر 1990     |
|             | الأمم المتحدة                             | 19 نوفمبر 1946       | 1 ديسمبر 1964      |
|             | الفريق المعني برصد الأرض                  | ?                    | ?                  |
|             | منظمة حظر الأسلحة الكيميائية              | ?                    | ?                  |
|             | منظمة التجارة العالمية                    | ?                    | ?                  |
|             | منظمة الشرطة الجنائية الدولية             | ?                    | ?                  |
|             | منظمة الأمن والتعاون في أوروبا            | 25 يونيو 1973        | 25 يونيو 1973      |
|             | يونسكو                                    | 8 يونيو 1964         | 10 فبراير 1965     |
|             | مجلس أوروبا                               | ?                    | ?                  |
|             | الاتحاد البريدي العالمي                   | ?                    | ?                  |
|             | البنك الدولي للإنشاء والتعمير             | 27 ديسمبر 1945       | 26 سبتمبر 1983     |
|             | المنظمة الهيدروغرافية الدولية             | ?                    | ?                  |
|             | الاتحاد الدولي للاتصالات                  | 1 أكتوبر 1906        | 1965               |
|             | مؤسسة التمويل الدولية                     | 20 يوليو 1956        | 1 يونيو 2005       |
|             | المركز الدولي لتسوية المنازعات الاستشارية | 14 أكتوبر 1966       | 3 ديسمبر 2003      |
|             | مجموعة أستراليا                           | 1993                 | 2004               |
|             | مجموعة الموردين النوويين                  | ?                    | ?                  |

## وصلات خارجية
- موقع وزارة الخارجية الآيسلندية
- موقع وزارة الخارجية المالطية